# Christophe Marth
Pour les articles homonymes, voir Marth.
Pas d'image ? Cliquez ici

a Compétitions nationales et continentales officielles uniquement.

Christophe Marth, né le 4 novembre 1981 à Sarreguemines, est un joueur français de rugby à XV évoluant aux postes de troisième ligne aile et troisième ligne centre. Il se reconvertit ensuite en tant qu'entraîneur.

## Biographie
En 2002 il s'engage à Montauban avec Xavier Pemeja alors en Top 16. Il y fera quelques apparitions en équipe fanion, notamment en coupe de la ligue, avant de rejoindre le CA Périgueux, où après une saison difficile ponctuée d'une relégation, et de plusieurs changements d'entraîneur, il rejoint l'UA Gaillac sous la houlette d'Alain Gaillard et de Christophe Lucquiaud. 
Après une demi-finale perdue en matchs aller-retour en 2005 contre Colomiers, puis une finale gagnée en 2006 contre Limoges à Lourdes, il retrouve la Pro D2 sur un titre de champion de France.
Malgré une 10e place au cours de l'exercice, le promu est rétrogradé en Fédérale 3 par la DNACG pour raisons financières. Ainsi il rejoindra le Blagnac SCR, où une saison difficile s'annonce pour le promu de fédérale, avec de nouveau une valse d'entraîneurs.
Rétrogradé à nouveau, il rejoindra Oyonnax et son mentor Christophe Urios où il restera cinq saisons ponctuées de deux demi-finales contre La Rochelle et Agen ainsi qu'une finale perdue à Montpellier contre Albi.
Christophe Marth figure sur le mur des légendes des Oyomens qui ont marqués le club avec 104 matchs professionnels à son actif.
De 2020 à 2023, il fut le manager de l'US Annecy, avec à son actif une accession en Fédérale 1 dès la première saison après avoir entraîné les catégories jeunes du BAAR en catégories des moins de 14 et 16 ans pendant deux saisons[réf. nécessaire].
En juin 2023, Christophe Marth s'engage aux côtés de Romain Teulet au sein de l'US Marmande, pensionnaire de Nationale 2, pour en être l'entraîneur en chef des avants et le responsable de la conquête, de la défense et du jeu aérien.
Après une saison, il fait son retour dans le Tarn mais reste en Nationale 2, s'engageant au Sporting Club graulhetois.

## Palmarès
- Vainqueur du championnat de Federale 1 : 2006 avec l'UA Gaillac[9].

- Vainqueur du championnat de Fédérale 2B : 2022 avec l'US Annecy[10].